# 江戸三十三間堂

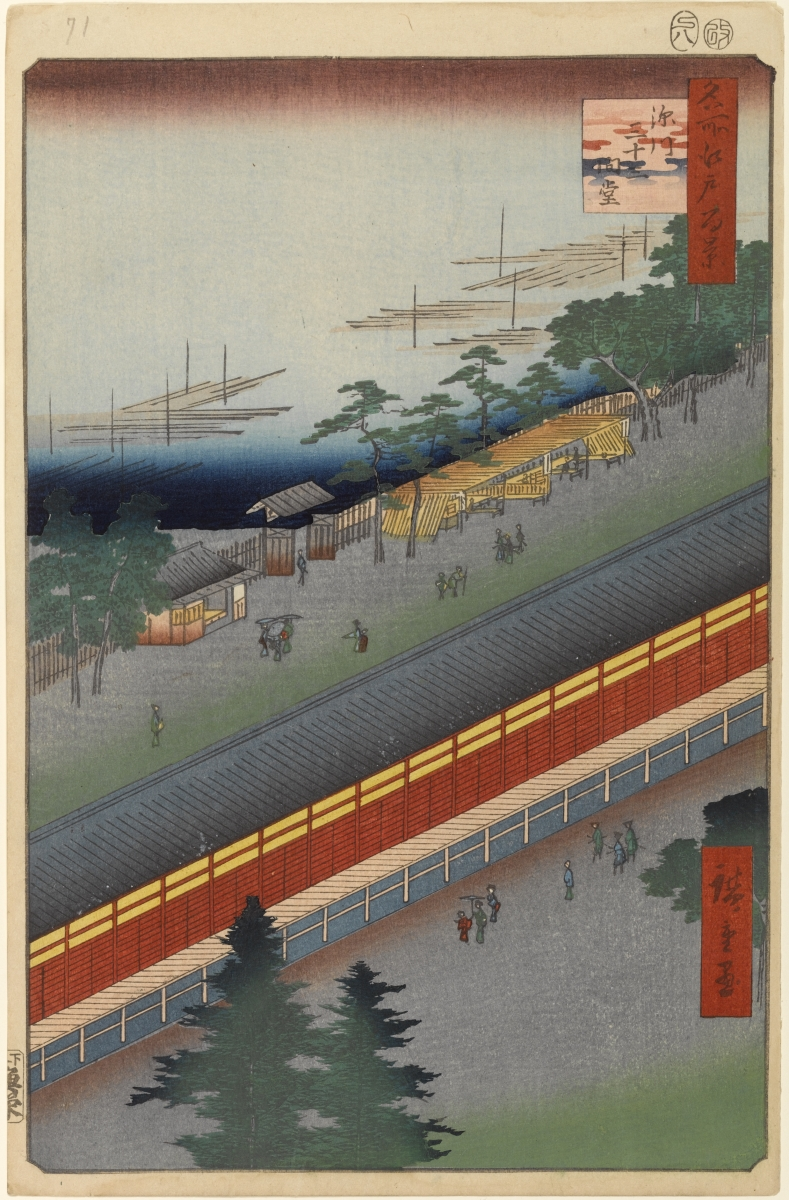
広重「名所江戸百景」より
「深川三十三間堂」
----
この絵では対岸の風景が省略されている。実際には幅数メートル程度の水路であった。

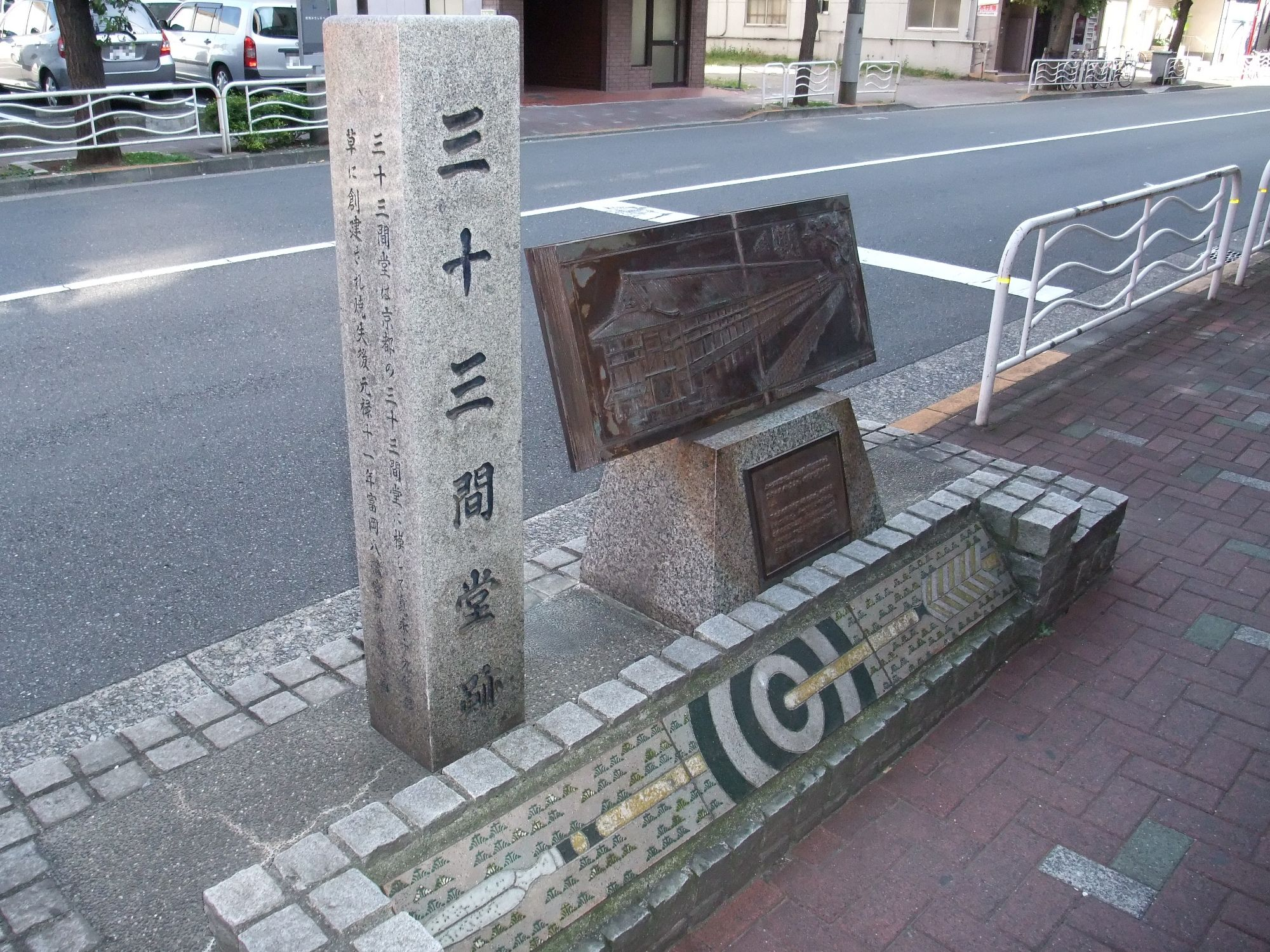
三十三間堂跡

江戸三十三間堂（えどさんじゅうさんげんどう）は、江戸時代、江戸の富岡八幡宮の東側（現在の江東区富岡二丁目あたり）にあった仏堂。本尊は千手観音。
京都東山の三十三間堂（蓮華王院）での通し矢の流行をうけて、寛永19年(1642年)11月、弓師備後という者が幕府より浅草の土地を拝領し、京都三十三間堂を模した堂を建立したのに始まる。翌寛永20年4月の落成では、将軍徳川家光の命により旗本吉田久馬助重信（日置流印西派吉田重氏の嫡子）が射初め（いぞめ）を行った。その後元禄11年（1698年）の勅額火事により焼失したが、元禄14年（1701年）富岡八幡宮の東側（現東京都江東区富岡2丁目付近）に再建された。しかし明治5年（1872年）、江戸三十三間堂は廃されて堂宇は破却された。
京都の通し矢同様、距離（全堂・半堂など）、時間（一昼夜・日中）、矢数（無制限・千射・百射）の異なる種目があり流行した。記録達成者は「江戸一」を称した。
現在、浅草の地に江戸三十三間堂の守護のために建てられたという矢崎稲荷神社があり、深川には三十三間堂で武芸を磨いた名残として江東区立数矢小学校がある。

## 関連文献
- 斎藤幸雄「巻之七 揺光之部 三十三間堂」『江戸名所図会』 4巻、有朋堂書店、1927年、20,24-25頁。NDLJP:1174161/15。